# Zgromadzenie Parlamentarne Bośni i Hercegowiny
Zgromadzenie Parlamentarne Bośni i Hercegowiny (bośn. i chorw. Parlamentarna skupština Bosne i Hercegovine, serb. Парламентарна скупштина Босне и Херцеговине, Parlamentarna skupština Bosne i Hercegovine) – bikameralny parlament, organ władzy ustawodawczej Bośni i Hercegowiny składający się z dwóch izb – Izby Reprezentantów oraz Izby Narodów, których kadencja trwa 4 lata.
- Izba Reprezentantów (bośn. Predstavnički dom, chorw. Zastupnički dom, serb. Представнички дом, Predstavnički dom) – zasiada w niej 42 członków, spośród których 2/3 pochodzi z terenów Federacji Bośni i Hercegowiny a 1/3 z terytorium Republiki Serbskiej. Członkowie Izby Reprezentantów wybierani są w wyborach powszechnych i bezpośrednich na mocy ordynacji wyborczych przyjmowanych przez zgromadzenia parlamentarne poszczególnych federacji. Kworum w tej izbie parlamentu stanowi większość jego ustawowej liczby członków.

- Izba Narodów (bośn. i chorw. Dom naroda, serb. Дом народа, Dom naroda) – zasiada w niej 15 delegatów, 2/3 spośród nich pochodzi z Federacji Bośni i Hercegowiny (pięciu Boszniaków i pięciu Chorwatów), a 1/3 z Republiki Serbskiej (pięciu Serbów). Delegaci ci są desygnowani przez zgromadzenia parlamentarne poszczególnych federacji. Kworum stanowi dziewięciu członków izby. W skład tej liczby musi wchodzić co najmniej trzech Boszniaków, trzech Chorwatów i trzech Serbów.

Obydwie izby wybierają za pomocą większości zwykłej jednego Boszniaka, Chorwata i Serba, spośród swoich członków, którzy to rotacyjnie obejmują stanowisko przewodniczącego i wiceprzewodniczącego izby. Uchwalenie jakichkolwiek aktów prawnych przez parlament wymagają zgody obu izb. Tak więc system w Bośni i Hercegowinie można nazwać bikameralizmem symetrycznym.
Wszelkie decyzje w obu izbach podejmowane są za pomocą większości głosów. Na większość składać się musi jednak przynajmniej 1/3 głosów delegatów wybranych na terytorium każdej z federacji. W przypadku uzyskania większości ogólnej, bez większości cząstkowych następuje drugie głosowanie (natychmiast po pierwszym głosowaniu bądź po zebraniu się członków Komisji, w skład której wchodzą przedstawiciele każdej z grup etnicznych), w którym oprócz zwykłej większości wystarczający jest sprzeciw nie więcej niż 2/3 delegatów pochodzących z każdej ze składowych Bośni i Hercegowiny, aby przyjąć dany punkt obrad. Pierwsze głosowanie w Izbie Reprezentantów wymaga więc zgody 10 posłów z Federacji BiH oraz 5 z Republiki Serbskiej, a drugie sprzeciwu nie większego niż 18 posłów Federacji BiH oraz 9 Republiki Serbskiej. Analogicznie w Izbie Narodów, pierwsze głosowanie wymaga zgody 4 przedstawicieli Federacji BiH oraz 2 Republiki Serbskiej, natomiast drugie sprzeciwu nie większego niż 6 przedstawicieli Federacji BiH i 3 Republiki Serbskiej.
Jeżeli decyzja zostanie uznana za niszczącą dla życiowych interesów Boszniaków, Chorwatów lub Serbów poprzez zagłosowanie za uznaniem jej za taką przez większość członków parlamentów którejś z tych narodowości, to jest ona wówczas obiektem prac Komisji Wspólnej w skład której wchodzi po trzech przedstawicieli każdej z narodowości. Jeżeli prace Komisji w ciągu 5 dni nie przyniosą efektów, wówczas akt prawny zostaje rozpatrzony przez Sąd Konstytucyjny.
Izba Narodów może zostać rozwiązana przez Prezydium Bośni i Hercegowiny, albo przez samą siebie, na mocy uchwały wspartej większością przynajmniej dwóch z trzech narodowości w izbie.
Główne zadania Zgromadzenia Parlamentarnego:
- wydawanie aktów legislacyjnych wprowadzających w życie decyzje prezydencji lub własnych,
- decydowanie o działalności instytucji wewnętrznych państwa lub wypełnianiu zobowiązań międzynarodowych państwa,
- przyjmuje budżet,
- powołuje premiera nominowanego przez Prezydium,
- decyduje o ratyfikacji umów międzynarodowych,
- realizuje zobowiązania powstałe na mocy porozumień zawartych pomiędzy poszczególnymi podmiotami federacji.